# Мори, Артур
Артур Мори (фр. Arthur Maury; 31 июля 1844, Париж — 1 декабря 1907) — французский филателист, считающийся одним из первых торговцев почтовыми марками для коллекционеров, известный филателистический журналист и писатель.

## Биография и вклад в филателию
Артур Мори родился 31 июля 1844 года в Париже. В возрасте 16 лет он начал покупать и продавать почтовые марки и посвятил этому занятию всю свою жизнь.
В 1864 году Мори начал издавать ежемесячный журнал для коллекционеров марок под названием «Le collectionneur de Timbre-Poste» («Коллекционер почтовых марок»). С того же года он стал выпускать каталог марок Франции и её колоний.
В 1865 году он опубликовал первое издание каталога «Catalogue complet des timbres-poste» («Полный каталог почтовых марок»), ставшего базовым для коллекционеров и торговцев марками.
Мори издал справочник «История марок и гашений Франции» («Histoire des timbres-poste français»).
Он был почётным президентом Французского филателистического общества.
В 1897 году он выдвинул перед Всемирным почтовым союзом идею ввести универсальную общемировую почтовую марку, но это предложение не встретило в то время поддержки и было отклонено.
Мори умер 1 декабря 1907 года. В некрологе, опубликованном в английском филателистическом журнале «The London Philatelist» («Лондонский филателист»), было написано, что Мори — «человек большой честности, больших способностей, дружелюбного и доброго характера». Его имя, как одного из «отцов филателии», было посмертно занесено в «Список выдающихся филателистов».

## Частная почта «Лорэн и Мори»
В 1871 году, в период Парижской коммуны, А. Мори вместе с Э. Лорэном организовал частную почту в Париже. Осаждавшие город прусско-германские войска и поддержанное ими правительство Тьера в Версале прервали почтовую связь с остальным миром. Тогда правительство Коммуны разрешило частную доставку почты в незанятые оккупационными войсками населённые пункты под Парижем. Частное почтовое агентство «Лорэн и Мори» выпустило почтовые марки, которые наклеивались на корреспонденцию только узкой полосой по краю. Когда доставленные почтовые отправления сдавались на государственную почту за пределами столицы, марки Лорэна и Мори срывались с конвертов, чтобы скрыть их происхождение. Именно этим объясняется отсутствие прошедших почту марок агентства «Лорэн и Мори» и наличие в коллекциях только негашёных экземпляров.
На шести выпущенных марках изображён старый герб Парижа (парусник, фрагмент крепостных стен города) и помещена надпись: «В него бьют волны, но он не тонет». На марках литерами «LM» было обозначено выпустившее их частное агентство «Лорэн и Мори». Тремя марками оплачивалась корреспонденция, отправляемая из Парижа: марка зелёного цвета номиналом в 5 сантимов с надписью «Imprime» («Печать») предназначалась для оплаты пересылки печатных изданий, марка лилового цвета номиналом в 10 сантимов с надписью «Lettre» («Письмо») служила для оплаты пересылаемых простых писем, а марка красного цвета номиналом в 50 сантимов с надписью «Chargement» («Заказное») — заказных писем.

## Первые почтовые марки Эфиопии
А. Мори организовал печать первого выпуска почтовых марок Эфиопии в Париже в 1894 году (марки вышли в обращение в 1895 году). В 1896 году он стал продавать коллекционерам в Европе эфиопские марки с надпечаткой доплаты, которая не была разрешена к выпуску эфиопскими властями и никогда не была в обращении на территории страны.
В 1900 году Мори распродал марки первого выпуска во Франции по цене ниже номинала, что сбило цены на филателистическом рынке и вынудило почтовое ведомство Эфиопии ввести ежегодные контрольные надпечатки на марках, реализуемых на территории Эфиопии для предотвращения использования купленных по дешёвке марок для оплаты пересылки корреспонденции.

## Фальсификация почтовых марок
Уже в 1865 году Мори в издаваемом им каталоге предлагал коллекционерам репринты и имитации местных выпусков почтовых марок США. Он изготовил поддельные провизории Диего-Суареша (Мадагаскар), сделав надпечатку в виде литер «D. S.» и линии на находившихся в обращении почтовых марках Франции. Торговал Мори и поддельными доплатными марками Персии.
20 декабря 1895 года Артур Мори проиграл в суде дело по иску к Виктору Роберу (Victor Robert), которого он обвинял в нарушении авторских прав в связи с изданием Робером каталога почтовых марок, похожего на каталог, издаваемый Мори. В заключительной речи на суде адвокат Робера заявил о практикуемых Мори подделках почтовых марок:

Господин Мори является торговцем почтовыми марками. Он продаёт подлинные почтовые марки и он продаёт такие марки, которые изготавливает сам… Послушайте, что он говорит о [доплатных] марках Регентства Тунис. «На этих марках нами сделаны проколы в виде буквы „T“ приспособлениями, идентичными тем, которые используются директором почт». Послушайте, что он говорит в отношении других марок. «Некоторые из этих марок фактически использовались в разных городах до введения государственной монополии: подлинные марки обычно редки; с другой стороны, предлагаемые нами ниже являются имитациями».
Оригинальный текст (англ.)
Monsieur Maury is a dealer in postage stamps. He sells genuine ones and he sells those which he makes himself… Listen to him in regard to the [postage due] stamps of the Regency of Tunis. "These stamps are perforated T by us with implements identical to those used by the director of posts." Listen to him in regard to other stamps. "Certain of these stamps have actually been used in different cities before the government monopoly: the genuine ones are generally rare; on the other hand, those which we offer below are the imitations."